# Бабел, Райан
Ра́йан Гю́но Ба́бел (нидерл. Ryan Guno Babel, произношение [ˈrɑjɐn ˈbaːbəl]; род. 19 декабря 1986[…], Амстердам) — нидерландский футболист, игравший на позиции крайнего нападающего. Выступал за национальную сборную Нидерландов.

## Ранние годы
Бабел родился в Амстердаме и играл в футбол уже в раннем возрасте. Он был самым старшим из трёх детей в семье. Родители были спортсменами, поэтому Райан практически вырос на спортивных площадках. Первой футбольной командой для Бабела стал клуб «Димен» из одноимённого города, который находится к востоку от Амстердама. Через два года, по совету отца, Райан перешёл в клуб «Фортиус». В 1997 году он принял участие в отборе в команду «Аякса», который был его любимым клубом. Он прошёл первый отборочный тур, но не смог пройти дальше. Тем не менее, в следующем году Бабел так же не попал в «Аякс» и продолжил выступать за «Фортиус». В возрасте 11 лет Бабел был выбран в сборную Амстердама и вскоре скауты «Аякса» заметили перспективного футболиста. Имя скаута, нашедшего Райана Бабела для «Аякса» — Фрек Мойнат. В 1998 году «Аякс» принял его в команду, и он стал играть в юношеской команде. Бабел подписал свой первый профессиональный контракт в январе 2004 года.

## Карьера

### «Аякс»
Бабел, играя на позиции нападающего, 1 февраля 2004 года, всего через полтора месяца после его 17-летия вышел на поле в матче против АДО Ден Хааг. «Аякс» выиграл титул нидерландской лиги, но Бабел не был важной фигурой в той команде. Девять месяцев спустя, 20 ноября 2004 года Бабел забил свой первый гол в ворота «Де Графсхап».
В июле 2005 года Бабел подписал новый контракт с «Аяксом». Он начал новый сезон, забив победный гол в матче против ПСВ в Суперкубке. Бабел забил в обоих матчах Лиги чемпионов в третьем отборочном раунде против «Брондбю», «Аякс» добрался до группового этапа. Сезон 2005/06 был неудачным, Райан забил только два гола. Он тем не менее по-прежнему играл за сборную, и забил свой второй гол в ворота Италии в ноябре.
Бабел опять начал сезон с победы в Суперкубке. Он мог перейти в «Арсенал» и «Ньюкасл Юнайтед», но подписал трёхлетний контракт с «Аяксом». В кубке Нидерландов Райан забил гол, который помог клубу защитить титул.

### «Ливерпуль»
10 июля 2007 года были слухи, что Бабела купил «Ливерпуль» за £14 миллионов. 12 июля официально было объявлено о сделке на 11,5 миллионов. Бабелу дали № 19. Он дебютировал за новый клуб 17 июля в товарищеской игре против немецкой команды «Вердер».
Райан дебютировал в Премьер-лиге в матче против «Астон Виллы» после выхода со скамейки запасных. Неделю спустя он впервые сыграл на «Энфилде» в матче против «Челси». 1 сентября Бабел забил свой первый гол за «Ливерпуль» в матче против «Дерби Каунти». Бабел забил свой первый гол в Лиге Чемпионов 6 ноября в игре против «Бешикташа» после прихода на замену. Тогда он сделал дубль. Он вышел на замену в ответном матче четвертьфинальной стадии против «Арсенала» в Лиге чемпионов, заработал пенальти и забил гол. Он также вышел на замену в матче против «Челси» в полуфинале, но несмотря на его забитый гол, «Ливерпуль» проиграл со счетом 3:2 в дополнительное время.
Райан был приглашён Марко ван Бастеном принять в составе сборной Нидерландов участие в чемпионате Европы 2008 года, однако в контрольном матче перед самым началом первенства Бабел получил травму, которая вывела его из строя, как минимум, до начала следующего сезона. Тем не менее, тренерский штаб выразил надежду, что Райан восстановится достаточно быстро, чтобы сыграть за сборную на Олимпийских играх в Пекине. Бабел сыграл на Олимпиаде, однако его команда на этом турнире медали завоевать не смогла.
Сезон 2008/09 не был столь удачным для нидерландца. Был приобретен испанский полузащитник Альберт Риера, который постепенно вытеснил Бабела с основы. Да и сам Бабел не демонстрировал своей лучшей игры. В начатом сезоне 2009/10 игра у Бабела так и не задалась. Он не имел места в стартовом составе и достаточно редко выходил на замену.
В январе 2011 года после матча с «Манчестер Юнайтед», в котором его команда проиграла 0:1, Бабел в своём блоге опубликовал картину главного арбитра встречи, назначившего пенальти и удалившего игрока «Ливерпуля», Ховарда Уэбба, в форме «Манчестера». Этим поступком, Райан своеобразно вписал себя в историю английского футбола — он стал первым футболистом, оштрафованным ФА за неподобающее поведение в социальных сетях. Позже за это футболист извинился.

### Дальнейшая карьера
25 января 2011 года Бабел покинул «Ливерпуль» и присоединился к немецкой команде «Хоффенхайм» за 8 миллионов фунтов стерлингов. Контракт был подписан на два с половиной года.
Райан дебютировал за свой новый клуб 26 января 2011 года в матче Кубка Германии против «Энерги Котбус». Он праздновал свои голы, показывая левый мизинец в поддержку обездоленных молодых людей в Амстердаме. 9 апреля 2011 года Бабел забил свой первый гол за «Хоффенхайм». Это произошло в матче с «Фрайбургом». Бабел забил свой первый гол в Бундеслиге 20 августа 2011 в матче против «Аугсбурга». 10 сентября 2011 года Райан оформил свой первый дубль за клуб в матче против «Майнца».
Бабел играл за «Хоффенхайм» в течение 18 месяцев, забив 5 мячей в 46 матчах и покинул клуб 31 августа 2012 года.
20 июня 2013 года перешёл в турецкий клуб «Касымпаша», подписав контракт на 3 года.
2 июля 2015 Райан продолжил карьеру в «Аль-Айне» подписал с новой командой двухлетний контракт. Сумма трансфера составила 2,5 млн евро.
Бабел играл за «Аль-Айн» в течение 13 месяцев, забив 1 мяч в 8 матчах и покинул клуб 12 сентября 2016 года, преждевременно расторгнув контракт с клубом из ОАЭ.
15 сентября 2016 года стал игроком «Депортиво». Футболист подписал контракт, срок которого рассчитан до 31 декабря. Таким образом, в «Депортиво» форвард перебрался в качестве свободного агента.
2 января 2017 года перебрался в турецкий «Бешикташ» на правах свободного агента. Срок контракта рассчитан на 2,5 года.
15 января 2019 года перешёл из «Бешикташа» в «Фулхэм».
9 ноября 2024 года Бабел объявил о своем решении завершить карьеру в футболе.

## Карьера в сборной
Бабел принял участие в чемпионате мира для молодёжных команд в 2005 году. Райан забил два гола в 4-х матчах, а сборная Нидерландов дошла до 1/4-й финала. «Оранжевые» были повержены сборной Нигерии в серии послематчевых пенальти 10:9 (Бабел забил свой удар).
26 марта 2005 года Райан дебютировал за взрослую сборную в матче против сборной Румынии. Он вошёл в игру после первого тайма, заменив Арьена Роббена. В том же матче Бабел забил первый гол за сборную. Этот гол сделал Райана самым молодым автором гола за сборную Голландии за 68 лет и 4-м самым молодым за всё время.
В 2006 году Марко ван Бастен включил Бабела в состав сборной на чемпионат мира 2006 года. Был включен в состав сборной на чемпионат мира 2010 года, но не сыграл ни минуты. В 2011 году сыграл один матч против Швейцарии.
Спустя шесть лет, благодаря хорошей игре за «Бешикташ», Бабел вернулся в сборную, но не смог помочь попасть команде на чемпионат мира 2018 года. 9 сентября 2018 года в матче Лиги наций против Франции Бабел отметился забитым голом, однако его команда уступила со счётом 1:2. В последний раз до этого нападающий забивал гол в официальной игре 13 лет назад.

## Достижения

### Командные
«Аякс»
- Чемпион Нидерландов (2): 2003/04, 2012/13
- Обладатель Кубка Нидерландов (2): 2006, 2007
- Обладатель Суперкубка Нидерландов (2): 2005, 2006

«Бешикташ»
- Чемпион Турции: 2016/17

Сборная Нидерландов
- Чемпион Европы среди игроков младше 21 года (2007)

### Личные
- Лучший молодой игрок «Аякса» (2007)[40]
- Лучший молодой игрок «Ливерпуля» (2008)

## Стиль игры
Бабел — мощный высокий форвард. Эти качества помогают Райану играть роль столба в атаке или диспетчера. Также он очень хорошо играет головой. Бабел ещё и неплохой дриблер, что помогает ему проходить соперников. Также он выполняет и черновую работу, вступая в отбор при потере мяча. Райан иногда играет справа в полузащите. В сборной Нидерландов он сформировал успешную связку с Уэсли Снейдером и Рафаэлем ван дер Вартом, играя центрального нападающего.

## Статистика

### Матчи Бабела за сборную Нидерландов
| Матчи Бабела за сборную Нидерландов | Матчи Бабела за сборную Нидерландов | Матчи Бабела за сборную Нидерландов | Матчи Бабела за сборную Нидерландов | Матчи Бабела за сборную Нидерландов | Матчи Бабела за сборную Нидерландов |
| ----------------------------------- | ----------------------------------- | ----------------------------------- | ----------------------------------- | ----------------------------------- | ----------------------------------- |
| №                                   | Дата                                | Соперник                            | Счёт                                | Голы Бабела                         | Соревнование                        |
| 1                                   | 26 марта 2005                       | Румыния                             | 2:0                                 | 1                                   | Чемпионат мира 2006 (отбор)         |
| 2                                   | 30 марта 2005                       | Армения                             | 2:0                                 | —                                   | Чемпионат мира 2006 (отбор)         |
| 3                                   | 12 октября 2005                     | Македония                           | 0:0                                 | —                                   | Чемпионат мира 2006 (отбор)         |
| 4                                   | 12 ноября 2005                      | Италия                              | 1:3                                 | 1                                   | Товарищеский матч                   |
| 5                                   | 27 мая 2006                         | Камерун                             | 1:0                                 | —                                   | Товарищеский матч                   |
| 6                                   | 1 июня 2006                         | Мексика                             | 2:1                                 | 1                                   | Товарищеский матч                   |
| 7                                   | 21 июня 2006                        | Аргентина                           | 0:0                                 | —                                   | Чемпионат мира 2006                 |
| 8                                   | 2 сентября 2006                     | Люксембург                          | 1:0                                 | —                                   | Чемпионат Европы 2008 (отбор)       |
| 9                                   | 6 сентября 2006                     | Беларусь                            | 3:0                                 | —                                   | Чемпионат Европы 2008 (отбор)       |
| 10                                  | 7 октября 2006                      | Болгария                            | 1:1                                 | —                                   | Чемпионат Европы 2008 (отбор)       |
| 11                                  | 11 октября 2006                     | Албания                             | 2:1                                 | —                                   | Чемпионат Европы 2008 (отбор)       |
| 12                                  | 7 февраля 2007                      | Россия                              | 4:1                                 | 1                                   | Товарищеский матч                   |
| 13                                  | 24 марта 2007                       | Румыния                             | 0:0                                 | —                                   | Чемпионат Европы 2008 (отбор)       |
| 14                                  | 28 марта 2007                       | Словения                            | 1:0                                 | —                                   | Чемпионат Европы 2008 (отбор)       |
| 15                                  | 22 августа 2007                     | Швейцария                           | 1:2                                 | —                                   | Товарищеский матч                   |
| 16                                  | 8 сентября 2007                     | Болгария                            | 2:0                                 | —                                   | Чемпионат Европы 2008 (отбор)       |
| 17                                  | 12 сентября 2007                    | Албания                             | 1:0                                 | —                                   | Чемпионат Европы 2008 (отбор)       |
| 18                                  | 13 октября 2007                     | Румыния                             | 0:1                                 | —                                   | Чемпионат Европы 2008 (отбор)       |
| 19                                  | 17 октября 2007                     | Словения                            | 2:0                                 | —                                   | Чемпионат Европы 2008 (отбор)       |
| 20                                  | 17 ноября 2007                      | Люксембург                          | 1:0                                 | —                                   | Чемпионат Европы 2008 (отбор)       |
| 21                                  | 21 ноября 2007                      | Беларусь                            | 1:2                                 | —                                   | Чемпионат Европы 2008 (отбор)       |
| 22                                  | 6 февраля 2008                      | Хорватия                            | 3:0                                 | —                                   | Товарищеский матч                   |
| 23                                  | 26 марта 2008                       | Австрия                             | 4:3                                 | —                                   | Товарищеский матч                   |
| 24                                  | 24 мая 2008                         | Украина                             | 3:0                                 | 1                                   | Товарищеский матч                   |
| 25                                  | 29 мая 2008                         | Дания                               | 1:1                                 | —                                   | Товарищеский матч                   |
| 26                                  | 6 сентября 2008                     | Австралия                           | 1:2                                 | —                                   | Товарищеский матч                   |
| 27                                  | 11 октября 2008                     | Исландия                            | 2:0                                 | —                                   | Чемпионат мира 2010 (отбор)         |
| 28                                  | 15 октября 2008                     | Норвегия                            | 1:0                                 | —                                   | Чемпионат мира 2010 (отбор)         |
| 29                                  | 19 ноября 2008                      | Швеция                              | 3:1                                 | —                                   | Товарищеский матч                   |
| 30                                  | 11 февраля 2009                     | Тунис                               | 1:1                                 | —                                   | Товарищеский матч                   |
| 31                                  | 1 апреля 2009                       | Македония                           | 4:0                                 | —                                   | Чемпионат мира 2010 (отбор)         |
| 32                                  | 6 июня 2009                         | Исландия                            | 2:1                                 | —                                   | Чемпионат мира 2010 (отбор)         |
| 33                                  | 10 июня 2009                        | Норвегия                            | 2:0                                 | —                                   | Чемпионат мира 2010 (отбор)         |
| 34                                  | 12 августа 2009                     | Англия                              | 2:2                                 | —                                   | Товарищеский матч                   |
| 35                                  | 10 октября 2009                     | Австралия                           | 0:0                                 | —                                   | Товарищеский матч                   |
| 36                                  | 14 ноября 2009                      | Италия                              | 0:0                                 | —                                   | Товарищеский матч                   |
| 37                                  | 18 ноября 2009                      | Парагвай                            | 0:0                                 | —                                   | Товарищеский матч                   |
| 38                                  | 3 марта 2010                        | США                                 | 2:1                                 | —                                   | Товарищеский матч                   |
| 39                                  | 1 июня 2010                         | Гана                                | 4:1                                 | —                                   | Товарищеский матч                   |
| 40                                  | 17 ноября 2010                      | Турция                              | 1:0                                 | —                                   | Товарищеский матч                   |
| 41                                  | 11 ноября 2011                      | Швейцария                           | 0:0                                 | —                                   | Товарищеский матч                   |
| 42                                  | 15 ноября 2011                      | Германия                            | 0:3                                 | —                                   | Товарищеский матч                   |
| 43                                  | 7 октября 2017                      | Беларусь                            | 3:1                                 | —                                   | Чемпионат мира 2018 (отбор)         |
| 44                                  | 10 октября 2017                     | Швеция                              | 2:0                                 | —                                   | Чемпионат мира 2018 (отбор)         |
| 45                                  | 9 ноября 2017                       | Шотландия                           | 1:0                                 | —                                   | Товарищеский матч                   |
| 46                                  | 14 ноября 2017                      | Румыния                             | 3:0                                 | 1                                   | Товарищеский матч                   |
| 47                                  | 23 марта 2018                       | Англия                              | 0:1                                 | —                                   | Товарищеский матч                   |
| 48                                  | 26 марта 2018                       | Португалия                          | 3:0                                 | 1                                   | Товарищеский матч                   |
| 49                                  | 4 июня 2018                         | Италия                              | 1:1                                 | —                                   | Товарищеский матч                   |
| 50                                  | 6 сентября 2018                     | Перу                                | 2:1                                 | —                                   | Товарищеский матч                   |
| 51                                  | 9 сентября 2018                     | Франция                             | 1:2                                 | 1                                   | Лига наций УЕФА 2018/2019           |
| 52                                  | 13 октября 2018                     | Германия                            | 3:0                                 | —                                   | Лига наций УЕФА 2018/2019           |
| 53                                  | 16 ноября 2018                      | Франция                             | 2:0                                 | —                                   | Лига наций УЕФА 2018/2019           |
| 54                                  | 19 ноября 2018                      | Германия                            | 2:2                                 | —                                   | Лига наций УЕФА 2018/2019           |
| 55                                  | 21 марта 2019                       | Беларусь                            | 4:0                                 | —                                   | Чемпионат Европы 2020 (отбор)       |
| 56                                  | 24 марта 2019                       | Германия                            | 2:3                                 | —                                   | Чемпионат Европы 2020 (отбор)       |
| 57                                  | 6 июня 2019                         | Англия                              | 3:1                                 | —                                   | Лига наций УЕФА 2018/2019           |
| 58                                  | 9 июня 2019                         | Португалия                          | 0:1                                 | —                                   | Лига наций УЕФА 2018/2019           |
| 59                                  | 6 сентября 2019                     | Германия                            | 4:2                                 | —                                   | Чемпионат Европы 2020 (отбор)       |
| 60                                  | 9 сентября 2019                     | Эстония                             | 4:0                                 | 2                                   | Чемпионат Европы 2020 (отбор)       |
| 61                                  | 10 октября 2019                     | Северная Ирландия                   | 3:1                                 | —                                   | Чемпионат Европы 2020 (отбор)       |
| 62                                  | 13 октября 2019                     | Беларусь                            | 2:1                                 | —                                   | Чемпионат Европы 2020 (отбор)       |
| 63                                  | 16 ноября 2019                      | Северная Ирландия                   | 0:0                                 | —                                   | Чемпионат Европы 2020 (отбор)       |
| 64                                  | 7 октября 2020                      | Мексика                             | 0:1                                 | —                                   | Товарищеский матч                   |
| 65                                  | 11 октября 2020                     | Босния и Герцеговина                | 0:0                                 | —                                   | Лига наций УЕФА 2020/2021           |
| 66                                  | 14 октября 2020                     | Италия                              | 1:1                                 | —                                   | Лига наций УЕФА 2020/2021           |
| 67                                  | 11 ноября 2020                      | Испания                             | 1:1                                 | —                                   | Товарищеский матч                   |
| 68                                  | 27 марта 2021                       | Латвия                              | 2:0                                 | —                                   | Чемпионат мира 2022 (отбор)         |
| 69                                  | 30 марта 2021                       | Гибралтар                           | 7:0                                 | —                                   | Чемпионат мира 2022 (отбор)         |

Итого: 69 матчей / 10 голов; 41 победа, 17 ничьих, 11 поражений.